# Primštal
Primštal je naselje u slovenskoj Općini Trebnju. Primštal se nalazi u pokrajini Dolenjskoj i statističkoj regiji Jugoistočnoj Sloveniji. 

## Stanovništvo
Prema popisu stanovništva iz 2002. godine naselje je imalo 27 stanovnika.